# Апостолаке (комуна)
Апостолаке (рум. Apostolache) — комуна у повіті Прахова в Румунії. До складу комуни входять такі села (дані про населення за 2002 рік):
- Апостолаке (1105 осіб)
- Бузота (402 особи)
- Валя-Кріковулуй (345 осіб)
- Мирлоджа (401 особа)
- Удрешть (99 осіб)

Комуна розташована на відстані 77 км на північ від Бухареста, 27 км на північний схід від Плоєшті, 142 км на захід від Галаца, 77 км на південний схід від Брашова.

## Населення
За даними перепису населення 2002 року у комуні проживали 2352 особи. Усі жителі комуни рідною мовою назвали румунську.
Національний склад населення комуни:
| Національність | Кількість осіб | Відсоток |
| -------------- | -------------- | -------- |
| румуни         | 2262           | 96,2%    |
| цигани         | 90             | 3,8%     |

Склад населення комуни за віросповіданням:
| Релігія       | Кількість осіб | Відсоток |
| ------------- | -------------- | -------- |
| православні   | 2341           | 99,5%    |
| п'ятдесятники | 8              | 0,3%     |
| адвентисти    | 3              | 0,1%     |